# كرغي بالا
كرغي بالا (بالفارسية: کرگی بالا) هي قرية تقع في قسم باهوكلات الريفي (مقاطعة تشابهار) في إيران. يقدر عدد سكانها بـ 305 نسمة بحسب إحصاء 2016.